# 全日本ピアノ指導者協会
一般社団法人全日本ピアノ指導者協会（ぜんにほんぴあのしどうしゃきょうかい、英: The Piano Teachers' National Association of Japan）は、主にピアノ指導者によって構成される団体。略称はピティナ(PTNA)。所在地は、 東京都豊島区巣鴨1-15-1 宮田ビル3F。

## 概要
ピアノを中心とした音楽指導者による団体で、アメリカやヨーロッパなどのピアノ指導者団体や音楽大学とも提携している。令和3年現在、約17,000人の会員が所属していて、全国630カ所以上に支部などの組織を持つ。
音楽や音楽指導に関連したイベントやセミナーなど開催し、会報や雑誌なども出版している。

## 沿革
- 1966年、東京音楽研究会が発足。
- 1968年、名称を全日本ピアノ指導者協会に変更。
- 1977年、ピティナ・ピアノコンペティションを開催。
- 1985年、文部省所管の社団法人となる。
- 1996年、ピアノ指導者検定を開始。
- 1997年、ピティナ・ピアノステップを開始。
- 2007年、ピティナ・ピアノセミナーを開始。
- 2012年、一般社団法人[5]へ移行。

## 会員種別
- 正会員：音楽の教育に関して特別な功績がある人
- 指導会員：ピアノの指導を職業としている人
- 演奏会員：ピアノの演奏を職業としている人
- 研究会員：研究者・評論家などで音楽に携わる仕事をしている人
- 作曲会員：ピアノ曲の作曲・編曲等をする人
- 調律会員：ピアノ調律師
- 家族会員：ピアノレッスンを受けている子供を持つ保護者
- 学生会員：ピアノレッスンを受けている中学生以上の学生
- 支持会員：協会の活動を支持する人
- グランミューズ会員：ピアノや音楽の愛好家